# 安藤豊とれたて土曜クラブ
『安藤豊とれたて土曜クラブ』（あんどうゆたかとれたてどようクラブ）は2006年10月から2009年3月までRKB毎日放送ラジオ（RKBラジオ）で放送されていた週末早朝の情報番組である。

## 放送時間
- 土曜日 5:00 - 5:50（JST）

## パーソナリティ
- 安藤豊
- 明光院昌子

## コーナー
- 豊の釣りクラブ…釣りの最新情報などを紹介するコーナー。
- 昌子の早起きクラブ…早朝から仕事をしている人にインタビューをし、その仕事を体験するリポートコーナー。
- 今週の三文…リスナーからのお便りコーナー。放送時間が日の出前のことが多いため、福岡・佐賀県外からの遠距離リスナーからお便りが来ることもある。

| RKBラジオ 土曜日5時台の情報番組 | RKBラジオ 土曜日5時台の情報番組 | RKBラジオ 土曜日5時台の情報番組 |
| 前番組                          | 番組名                          | 次番組                          |
| ------------------------------- | ------------------------------- | ------------------------------- |
| RKB朝いちラジオ土曜版           | 安藤豊とれたて土曜クラブ        | ゆき☆ウキウキ!                  |